# Gerry Armstrong
Gerard Joseph Armstrong (Belfast, 1954. május 23.  – ) északír válogatott labdarúgó, edző.

## Pályafutása

### Klubcsapatban
Belfastban született. Pályafutását 1970-ben a St Paul's Swifts csapatában kezdte, majd 1971-ben a Cromac Albionban folytatta. 1973-ban a Bangor szerződtette, ahol három évet töltött. 1975-től 1980-ig a Tottenham Hotspur csapatában játszott. 1980 és 1983 között a Watford játékosa volt. 1983-ban Spanyolországba igazolt a Mallorca együtteséhez, ahol két évig játszott. Az 1985–86-os szezonban nyolc mérkőzésen lépett pályára a West Bromwich színeiben. 1986 és 1989 között a Brighton & Hove Albiont erősítette, de 1987-ben kölcsönben a Millwallnál szerepelt. Később játszott még a Crawley Town (1989–90), a Glenavon (1990), a Bromley (1990–91) és a Whitehawk (1996–98) csapatánál. 1991 és 1995 között a Worthing játékosedzője volt.

### A válogatottban
1977 és 1986 között 63 alkalommal szerepelt az északír válogatottban és 12 gólt szerzett. Részt vett az 1982-es világbajnokságon, ahol minden mérkőzésen a kezdőben kapott helyet és három góllal az északír válogatott legeredményesebb játékosa volt a tornán. Az 1986-os világbajnokságon a Brazília elleni csoportmérkőzésen csereként lépett pályára. Az Algéria és a Spanyolország elleni találkozón nem kapott lehetőséget.

### Edzőként
1991 és 1995 között a Worthing játékosedzője volt. 1994 és 1996, illetve 2004 és 2006 között az északír válogatottnál dolgozott segédedzőként.

## Sikerei, díjai
Észak-Írország
- Brit házibajnokság (2): 1980, 1984